# 南御厨公民館
南御厨公民館（みなみみくりこうみんかん）は、磐田市東新屋にある公共施設である。周辺は市内でも外国人が多く居住する地域であり、外国人向けの日本語教室も多く開かれている。こうした活動により、2009年には県教委に、2010年には文部科学省により優良公民館として表彰された。2015年には磐田市内の公民館が交流センターに改称されたことに伴い、南御厨交流センターと名称が変更された。

## 沿革
1955年（昭和30年）、磐田郡の4村（御厨村・向笠村・南御厨村の一部・長野村）が磐田市に編入された。合併にあたり磐田市は各旧村に公民館の分館を設置する計画を「磐田市建設計画」に盛り込み、旧南御厨村では11月に南御厨公民館が開館した。場所は旧南御厨尋常小学校の跡地が使用された。1957年（昭和32年）には南御厨を含め、各分館に分館長が任命された。1958年（昭和33年）3月には文部省の委嘱で南御厨の婦人学級が食生活改善に関する研究発表を公民館で行った。
昭和50年代に入ると、南御厨公民館同様、学校などの建物を転用した作られた各公民館で老朽化が進み、磐田市の総合開発実施計画に各館の建て替えが盛り込まれた。しかし南御厨では東新屋に団地が作られ、児童数が急増したことへの対応が先行し、公民館の一部を取り壊して1978年（昭和53年）に南御厨幼稚園が開園した。南御厨公民館は東新町団地の東側農地を買収して新築することになり、新館は1980年（昭和55年）に完成し、4月4日に落成式が行われた。新館は東部小や神明中とは距離があることから、体育館や運動場も付設された。またこの場所は新興団地の近くであり、公民館は転入者も含めたコミュニケーションの場となることが課題となった。
しかし2005年、絹村和弘（元会社社長、後に磐田市市議会議員）が館長に就任した時点では、主な利用者は女性の趣味のサークルに限られていた。絹村は多様な層を取り込むため、さまざまな施策を行った。小学生が公民館に泊まり込み、集団生活を体験する「通学合宿」もその一つである。

## 施設
- 公民館

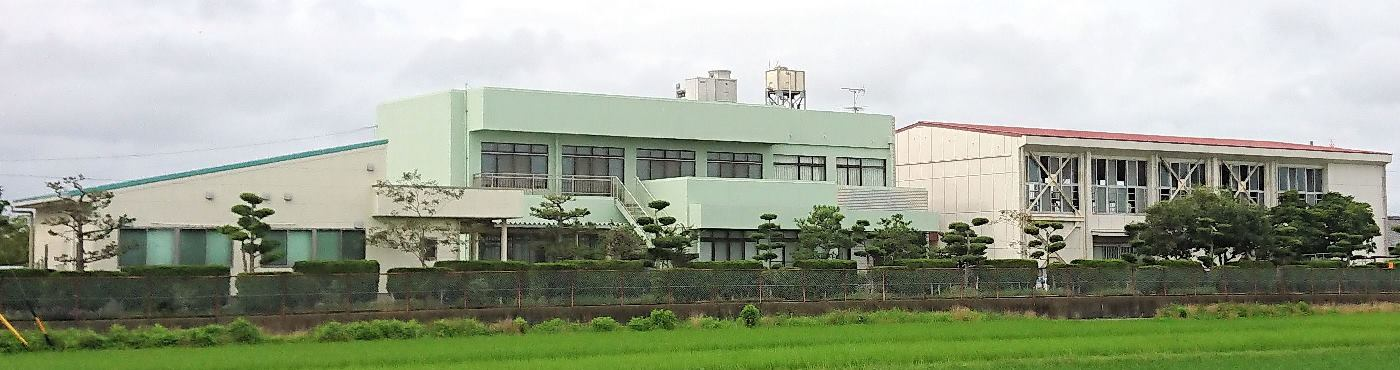
南御厨交流センター。向かって右が体育館、その左隣が公民館である。グラウンドはこの裏にある。

  - 1階　視聴覚室（60人）、図書室（12人）、第1研修室（17,5畳）、調理室
  - 2階　第2研修室（24畳）、第3研修室（24畳）、講義室（20人）
- 体育館（バレーコート1面）
- グラウンド（ソフトボール場1面）

## 使用自治体
- 磐田市
  - 東新町
  - 東新屋
  - 大立野
  - 和口
  - 新出
  - 東脇

## 行事
この公民館は、上記の地区の行事の際に使用される。
- 地区体育祭（9月）
- 地区祭典（10月）
- 地区文化祭（11月）

これ以外にも、子供会や地元中学校の部活動などでも使用される。